# Глебов, Иван Фёдорович
Ива́н Фёдорович Гле́бов (20 февраля (3 марта) 1707 — 13 (24) июня 1774) — русский военачальник, генерал-аншеф (1762), сенатор (1766), киевский генерал-губернатор (1762—1766), генерал-губернатор Санкт-Петербурга (февраль—декабрь 1767). Отец генерал-аншефа Фёдора Ивановича Глебова.

## Биография
Представитель старинного рода Глебовых, Иван Фёдорович Глебов родился 20 февраля (3 марта) 1707 года года в семье обер-штер-кригскомиссара Фёдора Никитича Глебова, умершего в 1716 году.
Получив хорошее домашнее образование, в 1721 году после экзамена, проведённого генерал-фельдцейхмейстером Я. В. Брюсом, он был зачислен сержантом в артиллерию. В 1731 году ему был присвоен чин капитана.
В 1738 году назначен асессором канцелярии Главного артиллерийского управления, а через два года стал советником; ведал школами по подготовке артиллерийских кадров и всей гарнизонной артиллерией.
При учреждении в 1741 году комиссии по упорядочению и усовершенствованию артиллерийского дела И. Ф. Глебов стал одним из самых активных членов комиссии. Комиссии удалось провести испытание изобретений П. И. Шувалова: усовершенствованной «секретной гаубицы» и «единорога». В 1743 году Глебову был присвоен чин бригадира, а в 1749 году — генерал-майора.
4 января 1751 года ему было поручено расселение и обустройство в России переселенцев из Сербии, для гусарских и пандурских полков, во главе с полковником И. С. Хорватом в военно-административной единице — Новая Сербия, а также возведение военного города, названного крепостью Святой Елисаветы и других шанцев в будущей Новороссии.
В 1755 году генерал-поручику Глебову поручено командование полевой и осадной артиллерией в Санкт-Петербурге, Риге, Выборге, Новгороде, Пскове, Великих Луках, Смоленске и Остзейском крае.
Во время Семилетней войны с 1757 по 1762 годы он находился в действующей армии. За сражение при Цорндорфе (1758), при котором особо отличились гренадерские части и артиллерия под его командованием, был награждён орденом Св. Александра Невского. В 1760 году И. Ф. Глебов был определён на должность киевского генерал-губернатора, но назначение отложено до окончания войны. В феврале 1762 года получил чин генерал-аншефа и занял должность генерал-губернатора — до 1766 года, когда стал сенатором.
С февраля по декабрь 1767 года И. Ф. Глебов исполнял обязанности главноначальствующего в Санкт-Петербурге.
Был награждён орденом Св. апостола Андрея Первозванного.
В 1770 году вышел в отставку по состоянию здоровья. Скончался 13 (24) июня 1774 года и погребён в Старицком Успенском монастыре (часовня-усыпальница).

Мавзолей-усыпальница И. Ф. Глебова в Старице

## Награды
- Орден Святого Александра Невского (25.11.1758)
- Орден Святого апостола Андрея Первозванного (01.01.1767)